# Immakulatakloster Wöllersdorf

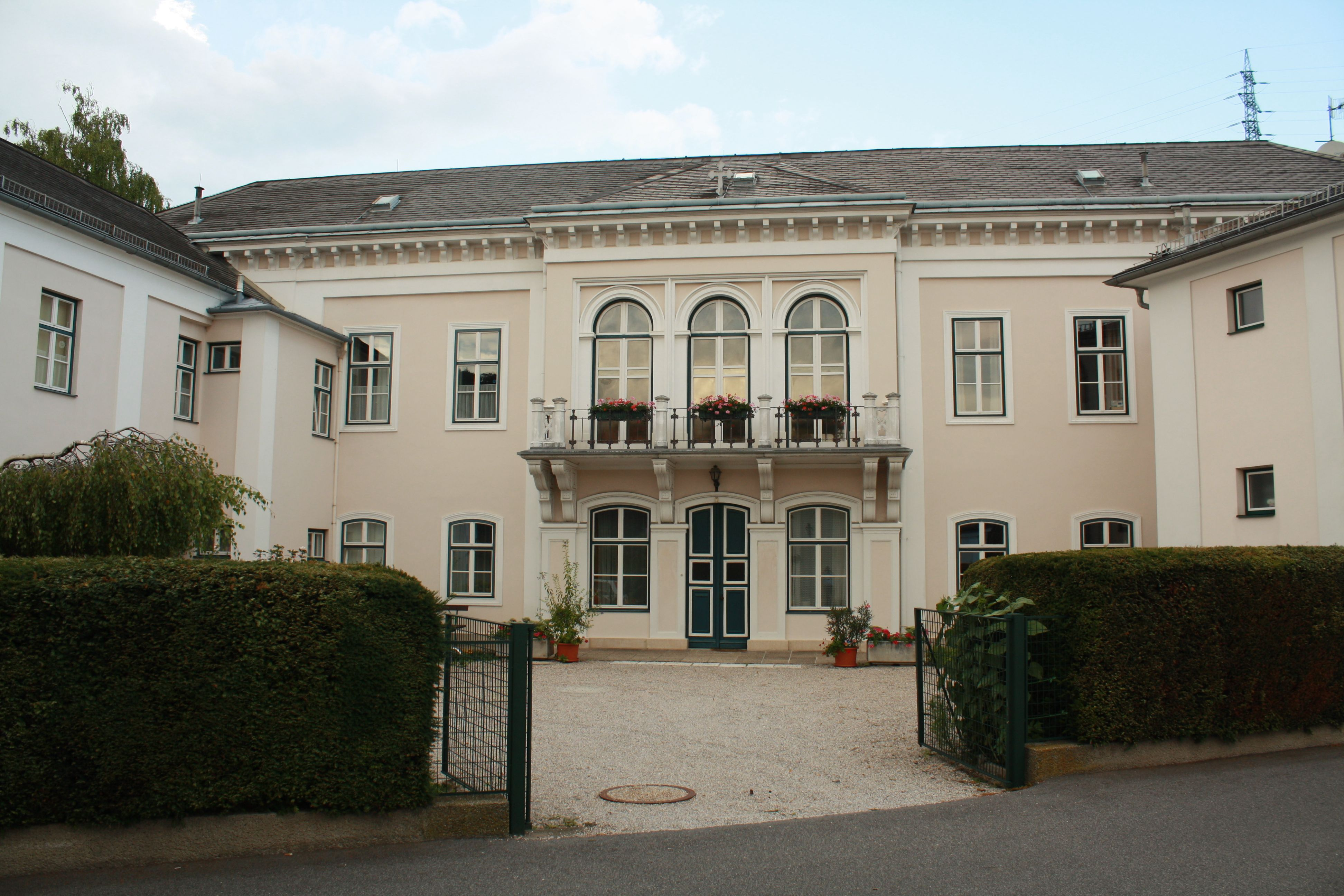
Immakulatakloster

Das Immakulatakloster ist ein Kloster der Steyler Missionsschwestern in Wöllersdorf bei Wiener Neustadt.
Ursprünglich war das Gebäude ein 1842 von dem Steinbruchbesitzer Carl Vogl erbautes Herrenhaus. 1924 wurde dort das Immaculatakloster der Steyler Missionsschwestern gegründet. 1928/29 sowie 1970 fanden Um- und Anbauten statt. Lange Jahre waren eine Haushaltsschule und eine Krankenpflegestation sowie ein Kindergarten angegliedert.